# Néosionisme
Le néosionisme (ou néo-sionisme) est un mouvement ultranationaliste et religieux apparu en Israël après la guerre des Six Jours.
Principalement représenté au sein des colons israéliens, le mouvement revendique l'annexion de la Cisjordanie (appelée Judée-Samarie par les partisans d'une telle idée) à Israël et l'expulsion des Arabes palestiniens, voire également des Arabes israéliens.

## Idéologie

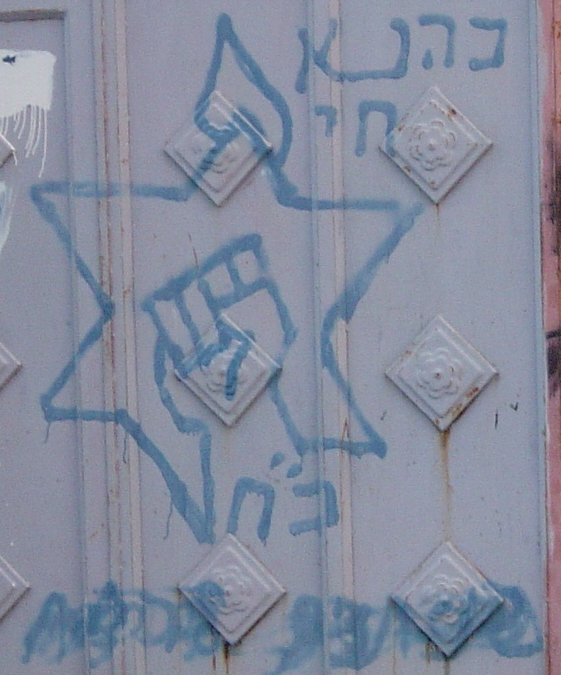
Logo du parti Kach peint sur une porte à Hébron. Le Kach qui représente l'expression politique la plus extrême du mouvement néosionisme est aujourd'hui interdit en Israël.

Le néosionisme émerge dans les années 1970. Il est principalement constitué de colons et de membres du « camp national » en Israël.
Les néosionistes considèrent que le sionisme laïque, particulièrement dans sa version travailliste, n'a pas assez été nationaliste et a trop espéré que les Arabes et les Juifs puissent vivre ensemble en paix. Ils estiment que l'attitude arabe envers Israël prend ses racines dans leur antisémitisme et que c'est une illusion du sionisme de croire qu'on puisse envisager la paix avec eux. Ils voient les Arabes israéliens comme une cinquième colonne et une menace démographique pour le pays. De leur point de vue, la seule solution pour obtenir la paix est « la dissuasion et les représailles » et le « transfert » de la minorité arabe hors du pays.
Pour les néosionistes, « la faiblesse du nationalisme israélien provient du rejet de la culture et des racines juives (…). Seule une nouvelle coalition religieuse-nationale et orthodoxe [pourrait] guérir le sionisme de sa corruption morale ». Les néosionistes voient la Terre d'Israël comme un foyer national et une promesse biblique pour le peuple juif et soutiennent que l'objectif d'un État juif ne concerne pas seulement la création d'un refuge pour les juifs mais [constitue] également un destin historico-national pour Israël dans la Terre d'Israël.
Pour Chan & al., le « néosionisme (…) est une tendance politico-culturelle exclusionniste, nationaliste, voire raciste et antidémocratique, dont l'effet est de creuser le fossé entourant l'identité israélienne ».

## Représentation politique
Ces dernières années, le mouvement a été représenté par différents partis : Israel Beytenou, le Foyer juif, le Parti National Religieux et le Likoud ainsi que d'autres petits partis tels que Tehiya, Tsomet et Moledet.
Lors des élections législatives israéliennes de 2009, leurs représentants principaux, l'Ihoud Lehoumi et Le Foyer juif obtiennent 7 sièges sur 120 à la Knesset avec un peu plus de 7 % des votes. Ces derniers sont dans le gouvernement de coalition de Benyamin Netanyahou depuis avril 2009.

## Comparaison avec le postsionisme
Les caractéristiques à la fois du néosionisme et du postsionisme ne sont pas entièrement étrangères au sionisme classique mais elles diffèrent en accentuant des divergences existant déjà au sein du sionisme. Pour Chan & al., « le néosionisme accentue les dimensions messianiques et particularistiques du nationalisme sionisme tandis que le postsionisme accentue ses dimensions universalistes et de normalisation ».
|                           | Néosionisme                                        | Postsionisme                                   |
| ------------------------- | -------------------------------------------------- | ---------------------------------------------- |
| Concept d'appartenance    | Ethnique                                           | Civique                                        |
| Identité                  | Juif                                               | Israélien                                      |
| Identité normative        | Collectivisme                                      | Individualisme                                 |
| Identification spatiale   | Eretz Israel (« Terre biblique »)                  | État d'Israël (« Ligne verte »)                |
| Identification temporelle | Temps anciens et lointain futur (« Nos ancêtres ») | Présent et futur proche (« Nos enfants »)      |
| Identité culturelle       | Particularisme multiculturel (« Peuple élu »)      | Universalisme (« Recherche de normalisation ») |
| Culture politique         | Fondamentalisme-messianisme                        | Utilitarisme-pragmatisme                       |
| Manifestation politique   | Goush Emounim (« Bloc de la Foi »)                 | Yesh Gvoul (« Il existe une frontière »)       |

### Documentation

#### Articles en ligne
- Alain Dieckhoff, Israël à l’aube du XXIe siècle : entre néosionisme et postsionisme, Raisons politiques 2002/3, n° 7, pp.135-156.
- (en) Uri Avnery, The Hebrew State Is Disappearing, the Jewish State Is Taking Over, Haaretz, 11 août 2015.

#### Interview
- Amos Oz, In the Land of Israel, -The Finger of God ?-, Harverst, 1993, p. 49-73.

#### Auteurs néosionistes
- (he) Hillel Weiss, Defamation: Israeli Literature of Elimination, Beit El, 1992.
- (en) Eliezer Don-Yehiya, Memory and Political Culture: Israeli Society and the Holocaust, Studies in Contemporary Jewry 9, 1993.
- (he) Eitan Dor-Shav, Israel Museum and the Loss of National Memory, Tkhelet, 1998.
- (he) Avraham Levit, Israeli Art on the Way to Somewhere Else, Tkhelet 3, 1998.